# Алмалуу-Булак
Алмалуу-Булак (кирг. Алмалуу-Булак) — село в Сузакском районе Джалал-Абадской области Кыргызстана. Входит в состав Кызыл-Тууского айылного аймака.

## География
Село расположено в юго-восточной части области, к западу от реки Кёгарт, на расстоянии приблизительно 19 километров (по прямой) к северо-востоку от села Сузак, административного центра района. Абсолютная высота — 1217 метров над уровнем моря.

## Население
Согласно оценочным данным Национального статистического комитета Кыргызской Республики, численность населения села на начало 2023 года составляла 24 человека.
| год     | 2009 | 2014 | 2015 | 2020 | 2021 | 2023 |
| ------- | ---- | ---- | ---- | ---- | ---- | ---- |
| человек | 891  | 912  | 924  | 991  | 985  | 24   |